# Bezirk Pisek
Der Bezirk Pisek (tschechisch Okresní hejtmanství Písek) war ein Politischer Bezirk im Königreich Böhmen. Der Bezirk umfasste Gebiete in Südböhmen bzw. im Mittelböhmischen Hügelland im heutigen Jihočeský kraj (Okres Písek bzw. Okres Strakonice). Sitz der Bezirkshauptmannschaft war die Stadt Pisek (Písek). Das Gebiet gehörte seit 1918 zur neu gegründeten Tschechoslowakei und ist seit 1993 Teil Tschechiens.

## Geschichte
Die modernen, politischen Bezirke der Habsburgermonarchie wurden 1868 im Zuge der Trennung der politischen von der judikativen Verwaltung geschaffen.
Der Bezirk Pisek wurde 1868 aus den Gerichtsbezirken Pisek (tschechisch soudní okres Písek), Mirowitz (Mirovice) und Wodňan (Vodňany) gebildet.
Im Bezirk Pisek lebten 1869 73.779 Personen, wobei der Bezirk ein Gebiet von 16,4 Quadratmeilen und 69 Gemeinden umfasste.
1900 beherbergte der Bezirk 78.308 Menschen, die auf einer Fläche von 973,63 km² bzw. in 111 Gemeinden lebten.
Der Bezirk Pisek umfasste 1910 eine Fläche von 973,63 km² und eine Bevölkerung von 79.096 Personen. Von den Einwohnern hatten 1910 78.644 Tschechisch und 289 Deutsch als Umgangssprache angegeben. Weiters lebten im Bezirk 163 Anderssprachige oder Staatsfremde. Zum Bezirk gehörten drei Gerichtsbezirke mit insgesamt 116 Gemeinden bzw. 154 Katastralgemeinden.